# All Access Europe
| Оценки критиков | Оценки критиков |
| Источник        | Оценка          |
| --------------- | --------------- |
| AllMusic        | [ 1 ]           |

All Access Europe — видеоальбом американского рэпера Эминема, выпущенный в 2002 году. Альбом содержит фрагменты живых выступлений Эминема во время европейского тура, предназначенного для продвижения альбома The Marshall Mathers LP. Альбом включает в себя концертные выступления «Stan» при участии Дайдо, «The Way I Am» при участии Мэрилина Мэнсона, «Bitch Please II» при участии Xzibit, «Purple Pills» совместно с D12 и «Forgot About Dre» совместно с Dr. Dre.
Альбом достиг высшей позиции под номером один в чарте Billboard Music Video Sales и был сертифицирован платиновым Британской ассоциацией производителей фонограмм.

## Список композиций
| №                   | Название                     | Длительность |
| ------------------- | ---------------------------- | ------------ |
| 1.                  | «Hamburg, Germany»           | 9:51         |
| 2.                  | «Oslo, Norway»               | 6:05         |
| 3.                  | «Stockholm, Sweden»          | 3:35         |
| 4.                  | «Amsterdam, Holland»         | 9:33         |
| 5.                  | «Brussels, Belgium»          | 7:11         |
| 6.                  | «Paris, France»              | 15:49        |
| 7.                  | «Manchester, United Kingdom» | 5:24         |
| 8.                  | «London, United Kingdom»     | 14:14        |
| Общая длительность: | Общая длительность:          | 1:11:42      |

## Чарты
| Чарт (2002)                       | Высшая позиция |
| --------------------------------- | -------------- |
| США Music Video Sales (Billboard) | 1              |

## Сертификации
| Регион | Сертификация | Продажи |
| --- | ------------ | ------- |
| Великобритания (BPI) | Платиновый   | 50 000^ |
| * Данные о продажах приведены только на основе сертификации. ^ Данные о тиражах приведены только на основе сертификации. |              |         |